# 韓国鉄道公社8500形電気機関車

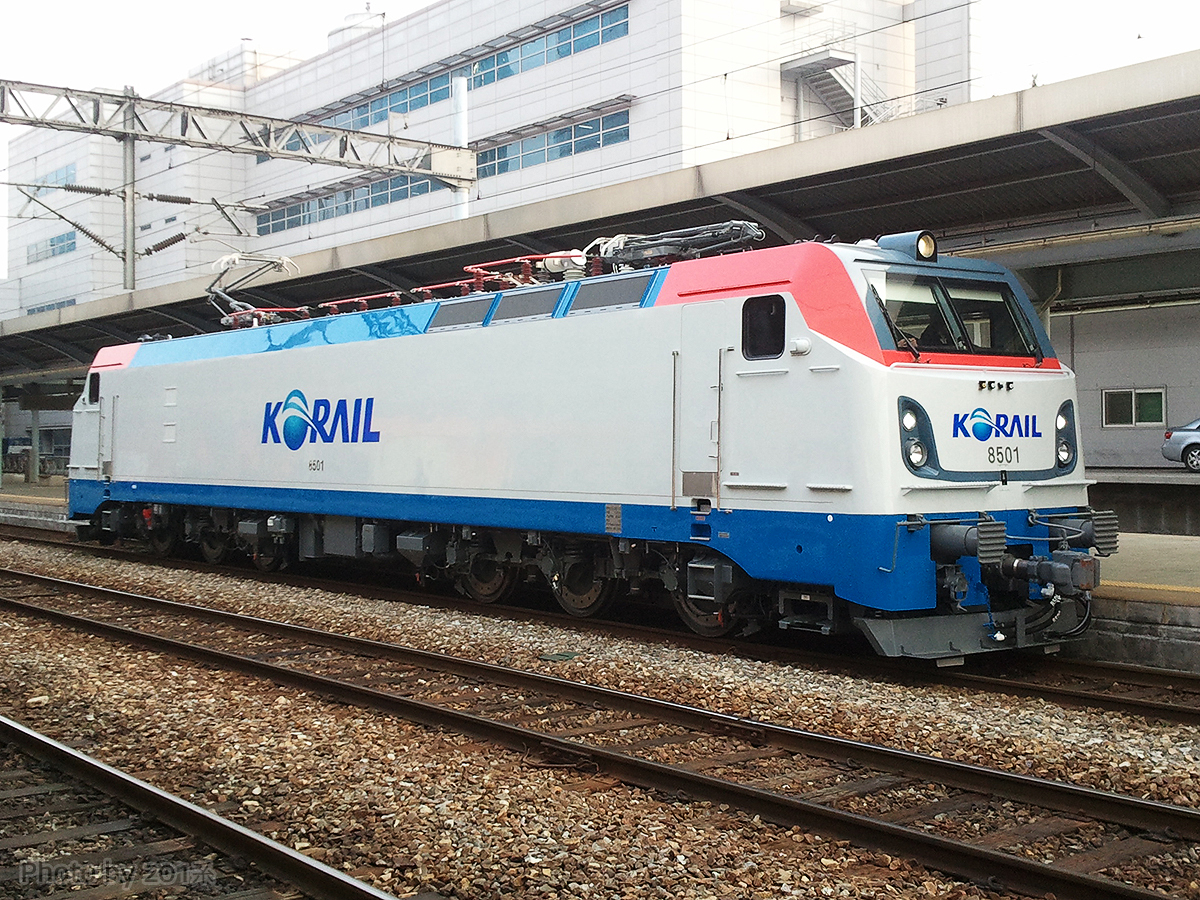
大田駅 に停車中の8500形

韓国鉄道公社8500形電気機関車（かんこくてつどうこうしゃ8500がたでんききかんしゃ）は、韓国鉄道公社（KORAIL）の電気機関車である。
耐久年限が満了し段階的廃車を迎える8000形電気機関車を代替する目的で、2012年より製造されている。

## 概要
8500形電気機関車は、現代ロテムが開発したもので、KORAILの車両に多くの部品を納品してきた東芝の電装品を主に使用していることが特徴である。2012年より運用が開始され、2014年までに第1次分56両と第2次分31両の計87両が導入された。

## 技術的仕様
貨物列車牽引用の機関車であるため、客車用電源供給装置 (HEP) は特に搭載されていないが、機関車と客車間の通信が可能な24芯ジャンパ栓が設置された。列車の前面、側面にカメラを設置したことにより、より効率的な入換作業が可能であり、機関士が最も不便と感じていたヘッドライトの問題は、KTX-山川、ITX-青春などでも使用されたHIDランプを採用したことにより改善された。（但し製造年次途中からLEDランプに変更されている）Co'Co'の車軸配置を採り入れ、山岳地帯での運転時や、貨物列車牽引時の牽引力と粘着力確保を容易にし、空転現象の発生を減らせるようにした。また、営業最高速度を150km/hに引き上げ、高速貨物列車の運行にも対応できるようになった（設計最高速度は165km/h）。既存の電気機関車と異なり、IGBT素子を使用している。

## 特徴
既存の機関車と違い、8500形は全長が22400mmと延長された。既存の8200形では中央に位置していた前照灯は、8500形では運転室の上に移設され、直線および曲線区間での夜間走行時の視野確保に有利となり、直線区間ではより遠くまで視認できるという特徴がある。

## 運行区間
8000形電気機関車の主要運用路線であった京釜線、忠北線、嶺東線、太白線、中央線などで運用されている。貨物列車専用として導入されたが、旅客用機関車が不足している現時点では、旅客列車も牽引する。

## 要目
- 電気方式 : 交流25000V、60Hz
- 制御方式 : IGBT - VVVF (1制御器1個モーター制御)
- 歯車比 : 6.294
- 車軸配置 : Co'Co'
- 営業最高速度 : 150km/h
- 設計最高速度  : 165km/h
- 主電動機出力 : 1100kW×6 (誘導電動機)
- 牽引力 : 450kN
- 全長 : 22400mm
- 全幅 : 3060mm
- 全高 : 4000mm
- 車両重量 : 132t
- 軸重 : 22t
- 軌間 : 1435mm
- 制動方式 : 電気指令式空気制動および回生制動
- 保安装置 : ATS、ATP